# Monte Bisbino
Il monte Bisbino è una montagna alta 1.325 m s.l.m. appartenente alla sezione delle Prealpi Luganesi e alla sottosezione delle Prealpi Comasche, posta al confine tra la provincia di Como e il Canton Ticino, tra i territori dei comuni italiani di Carate Urio, Cernobbio, Maslianico, Moltrasio, e quelli svizzeri di Breggia, Chiasso e Vacallo.

## Descrizione
La cima si raggiunge con una strada che parte da Cernobbio sul lago di Como, passa dalle sue frazioni Rovenna e Madrona salendo per circa 17 km, sino alla vetta del Monte (1.325 metri), una strada stretta e tortuosa, ma con meravigliosi punti panoramici su Como, sul lago e sui monti circostanti. La strada, nel tratto compreso tra il cimitero di Rovenna e la vetta, fu realizzata durante la prima guerra mondiale nell'ambito dei lavori di realizzazione della Frontiera Nord, il sistema difensivo popolarmente noto come "linea Cadorna"; ancora oggi, nei pressi del cimitero di Rovenna, si può vedere il cippo che indica l'inizio della strada e, poco oltre, la catena che limitava l'accesso alla zona militare. 
La vetta del monte è circondata da un bosco di abeti, risultato di un rimboschimento effettuato negli anni trenta del XX secolo.

## Monumenti e luoghi d'interesse
- Le fortificazioni della Frontiera Nord - interesse storico, risalenti al 1915-1916 e ripristinata nel 2011.
- I tortuosi sentieri e le mulattiere - interesse paesaggistico e naturalistico, ideali per escursioni; in alcuni punti panoramici, ma specialmente in vetta nelle giornate terse si gode di un'ampia visuale sul lago e si scorgono le montagne (fino agli Appennini e al Monviso) di là dalla pianura padana.
- Il santuario della Beata Vergine del Bisbino (XV secolo[1]) - monumento d'interesse religioso, paesaggistico, storico, annoverato nell'elenco dei Santuari e templi votivi della Diocesi di Como[2].
- Il Museo del Monte Bisbino - interesse storico-naturalistico.
- La stazione meteorologica, situata sulla sommità del monte, non lontano da un ristorante che, in origine, costituiva un ospitale per pellegrini[3].
- Le fonti - interesse paesaggistico e naturalistico (qui la mappa delle fonti e di fonte Anzone).[4]
- I cavalli del Monte Bisbino - interesse naturalistico.
- Il buco della Volpe - interesse naturalistico-speleologico, caverna che si sviluppa per oltre 2600 m in lunghezza.[5]
- I monti di Madrona: piccolo agglomerato di case che conserva il modo di vivere dei primi anni del ventesimo secolo.

### Santuario della Beata Vergine del Bisbino
Sulla cima del Bisbino si trova un santuario dedicato alla Beata Vergine, punto di riferimento per la comunità della Beata Vergine del Bisbino, documentato a partire dal XIV secolo e indicato sulla mappa teresiana di Rovenna. Già citato al tempo delle visite pastorali di Feliciano Ninguarda (1592), il santuario venne costruito nel XV secolo in sostituzione di una precedente edicola.
All'interno del santuario si trova una statua della Madonna in marmo bianco (XVII secolo), un'altra statua mariana in legno, più piccola della precedente, e tanti ex voto donati da soldati scampati alla seconda guerra mondiale. Secondo alcuni, la statua marmorea della Madonna sarebbe da attribuire alla scuola di Leonardo da Vinci e risalebbe alla costruzione del Duomo di Como, ricordando nelle fattezze e nel materiale un'analoga statua collocata in facciata della cattedrale comasca.

### Fortificazioni della Frontiera Nord
Ubicate sulle pendici del monte Bisbino e visibili dalla vetta, le fortificazioni costituiscono "la linea", impropriamente chiamata Cadorna (la sua vera definizione è Occupazione avanzata frontiera nord - O.A.F.N) fu realizzata negli anni 1915-1916 dal passo del Gran San Bernardo fino al bacino del lago di Como (Gruppo Galbiga - Tremezzo) e, passando dal monte Legnone e dal Pizzo dei Tre Signori, terminava al Pizzo del Diavolo in alta Val Brembana. 

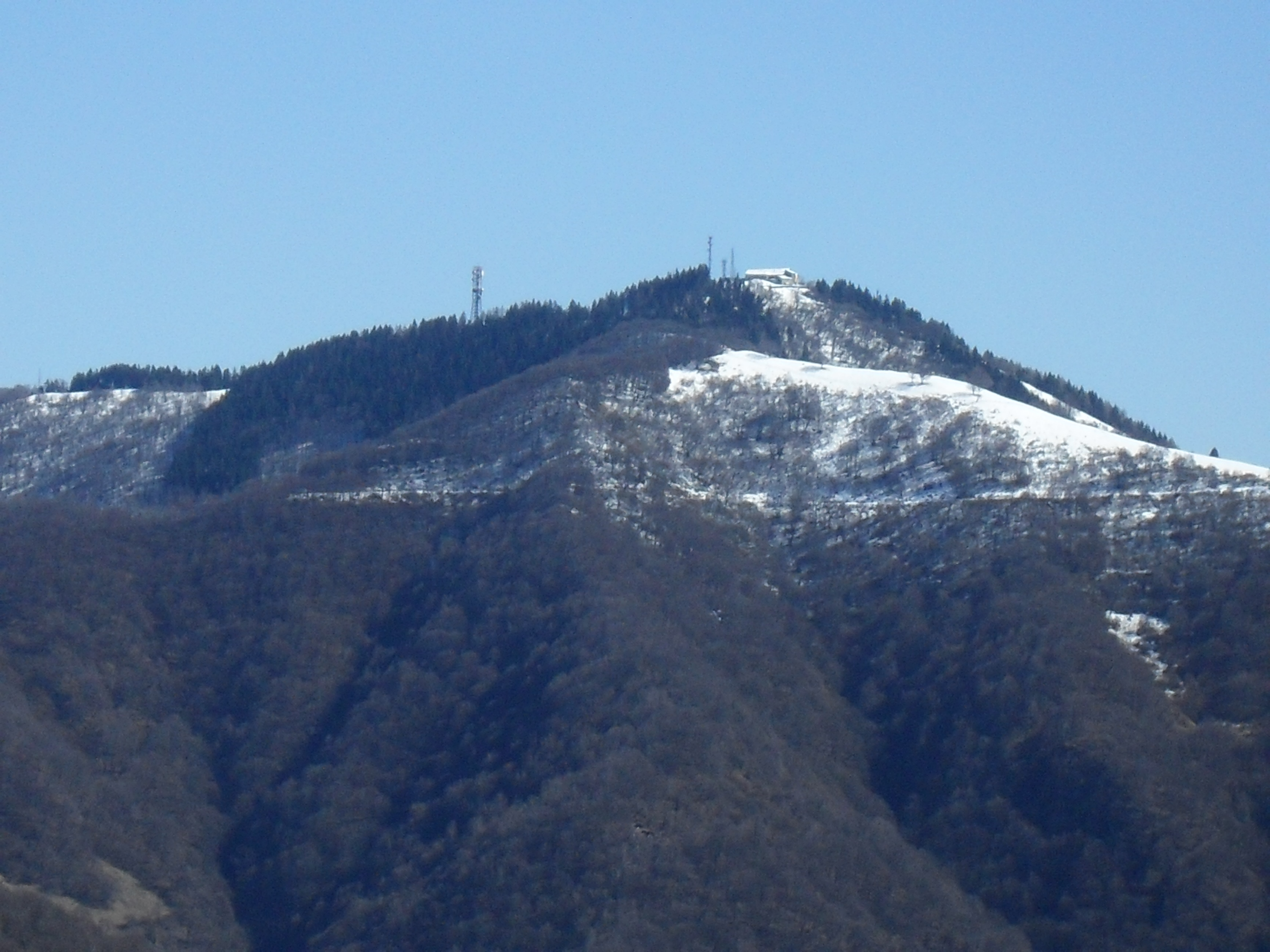
La vetta del monte Bisbino vista dalla località di Roncapiano in valle di Muggio.

Lungo questo tratto vennero realizzati 72 km di trincee, 88 postazioni di artiglieria delle quali 11 in caverna, 296 km di strade camionabili e 398 km tra carrarecce e mulattiere. Le zone del lago di Como e del Lago Maggiore erano le più difficili da fortificare perché non avevano difese naturali e anche perché vicine all'area industrializzata della Lombardia e quindi più a rischio per un attacco. La progettazione della linea prevedeva la divisione in tre settori: nel primo, il più vicino alle linee nemiche, erano sistemati i posti vedetta che dovevano essere ben nascosti e quindi posizionati in galleria; il secondo settore era occupato da trincee e reticolati; il terzo prevedeva la postazioni di comando, le artiglierie, le munizioni e gli uomini sistemati in ricoveri blindati o in grotta. Importante era il mimetismo, possibilmente con la sistemazione sotterranea. La cosiddetta "linea Cadorna" è classificata tra le più lunghe fortificazioni d'Europa: è seconda solo alla Linea Maginot.

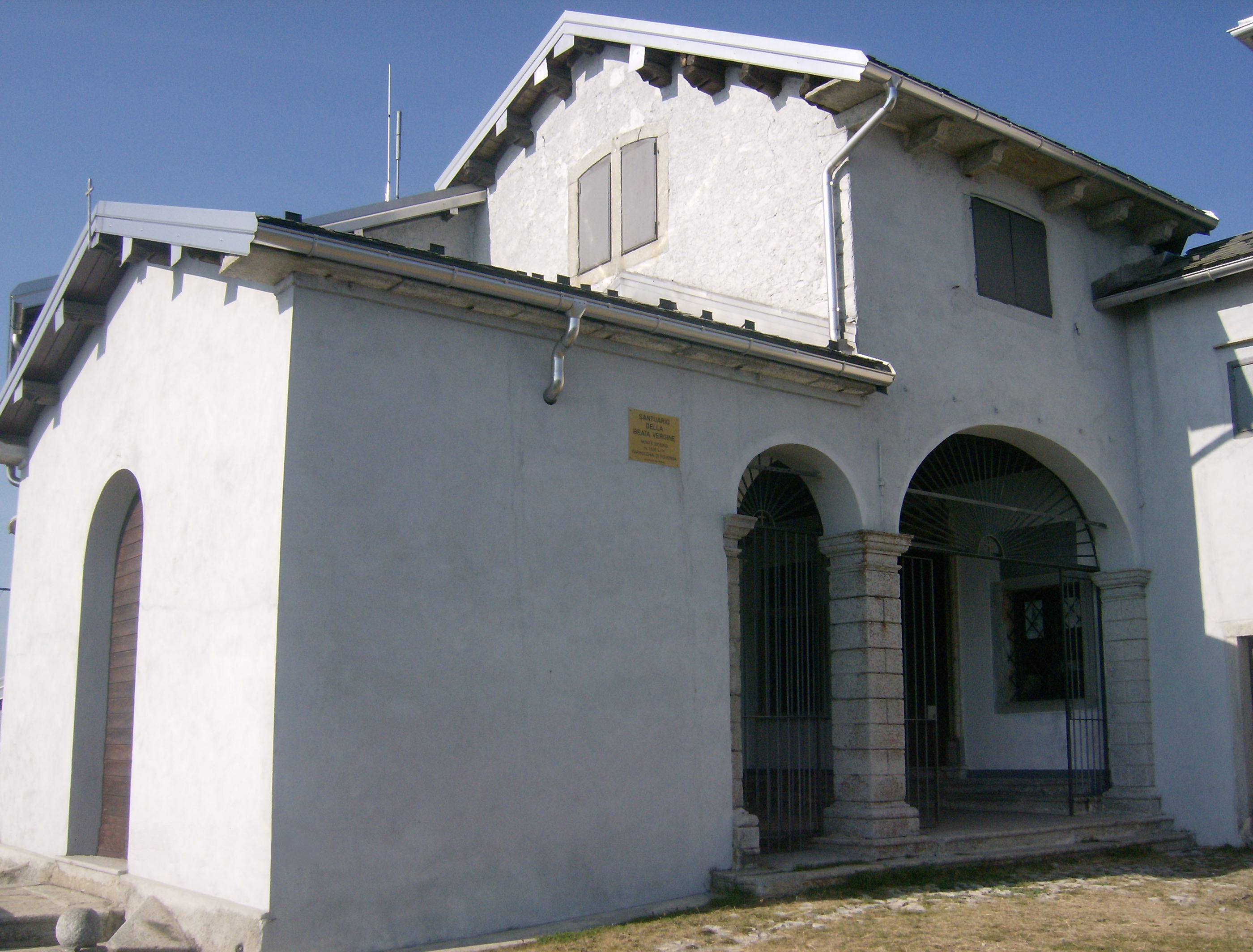
Santuario Beata Vergine del Bisbino.

Quella delle fortificazioni del monte Bisbino è una storia lunga quasi un secolo. Una storia fatta di lavoro pesante e pieno di difficoltà, partita durante la grande guerra con le fatiche della costruzione e arrivata fino ai giorni nostri, con altrettanta fatica, per il recupero del poco che rimane. Le fortificazioni sono visibili e visitabili liberamente a seguito del loro ripristino più recente, conclusosi nel novembre 2011. 
Al di sotto del santuario della B.V. del Bisbino è stato realizzato un complesso osservatorio d'artiglieria in caverna, mentre negli immediati dintorni si trovano diverse trincee e due appostamenti d'artiglieria: il presidio era destinato a sorvegliare e battere la valle di Muggio, la conca di Mendrisio e le pendici meridionali del monte Generoso.

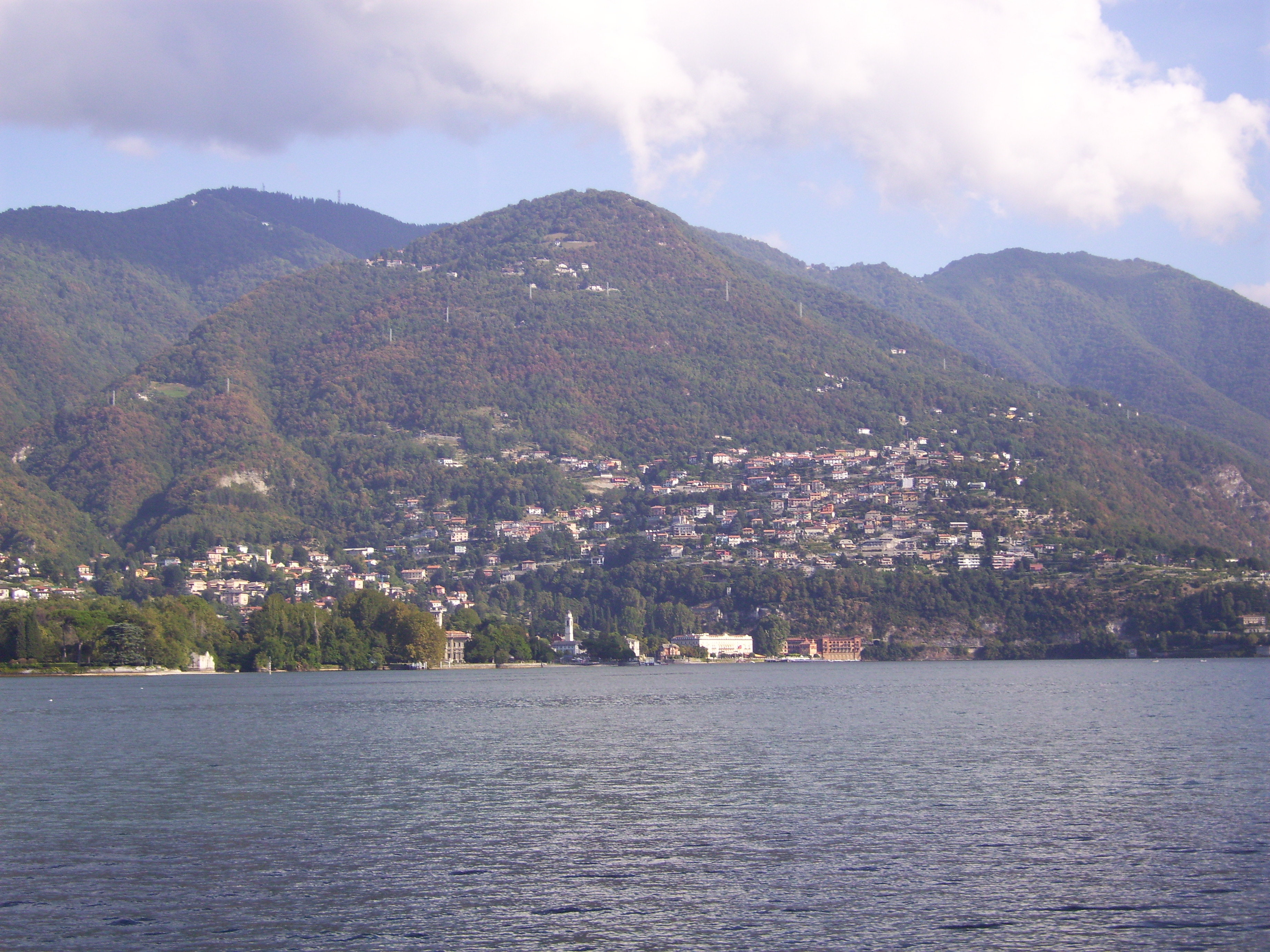
Vista del Bisbino dal primo bacino di Como.